# CASA/IPTN CN-235
CASA/IPTN CN-235 je srednje veliko dvomotorno turbopropelersko transportno letalo, ki so ga skupno razvili španski CASA in indonezijski IPTN. Letalo se uporablja za vojaške transporte, patruliranje morja, opazovanje in tudi kot civilno regionalno potniško letalo. Največji uporabnik je Turško vojno letalstvo s 50 letali.
Projekt je skupno sodelovanje Construcciones Aeronáuticas SA (CASA) in Indonesian Aerospace (PT. Dirgantara Indonesia), prej znan kot IPTN. Skupaj so razvili Series 10 in Series 100/110, poznejše verzije so razvili samostojno. V uporabi je več kot 230 letal, ki so skupno nabrala več kot 500.000 ur letenja.
Z načrtovanjem so začeli januarja 1980, prvi polet so izvedli 11. novembra 1983, v uporabo je vstopil 3. decembra 1986. Leta 1995 je CASA lansirala povečano različico C-295

## Različice
CN-235-10
Začetna verzija (15 zgrajenih v vsakem podjetju), z GE CT7-7A motorji
CN-235-100/110
Series 10, z motorji GE CT7-9C, kompozitnimi ohišji motorja in izboljšanimi sistemi. Series 100 so špansko grajeni, Series 110 pa indonezijsko
CN-235-200/220
Izboljšana verzija, z večjo vzletno težo, bolj aerodinamičnim krilom, krajšo vzletno/pristajalno razdaljo in povečanim doletom in tovorom. Series 200 je špansko grajena, Series 220 pa indonezijska
CN-235-300
CASA Modifikacija 200/220 series, z avioniko proizvajalca Honeywell.
CN-235-330 Phoenix
Modifikacija Series 200/220 z izboljšanimi sistemi.
CN-235 MPA
Verzija za patruliranje morja, s šestimi nosilci za protiladijske rakete AM-39 Exocet ali torpede Mk.46.
HC-144 Ocean Sentry
Oznaka ameriške obalne straže (Coast Guard) za načrtovano floto 22 letal, naročenih kot nadomestilo za manjše reaktivce HU-25 Guardian.

## Tehnične specifikacije (CN-235-100)
- Posadka: 2
- Kapaciteta: 44 potnikov
- Tovor: 4 000 kg (8 818 lb)
- Dolžina: 21,40 m (70 ft 21⁄2 in)
- Razpon kril: 25,81 m (84 ft 8 in)
- Višina: 8,18 m (26 ft 10 in)
- Površina krila: 59,10 m2 (636,1 sq ft)
- Profil krila: NACA 653-218
- Vitkost krila: 11,27:1
- Prazna teža: 9 800 kg (21 605 lb)
- Maks. vzletna teža: 15 100 kg (33 289 lb)
- Motorji: 2 × General Electric CT7-9C3 turbopropi, 1 305 kW (1 750 KM) vsak

- Potovalna hitrost: 450 km/h (248 vozlov, 286 mph) na 4 575 m (15 000 ft)
- Hitrost izgube vzgona: 156 km/h (84 vozlov, 97 mph) (z zakrilci)
- Dolet: 4 355 km (2 350 nmi, 2 706 mi)
- Višina leta (servisna): 7 620 m (25 000 ft)
- Hitrost vzpenjanja: 7,8 m/s (1 780 ft/min)